# Пащенко Олександр Софонович
Олекса́ндр Софо́нович Па́щенко (1 (14) вересня 1906, Лука — 13 червня 1963, Київ) — український графік, Народний художник УРСР (з 1960 року), член-кореспондент Академії мистецтв СРСР (з 1954 року).

## Біографія
Народився 1 (14 вересня) 1906 року в селі Лука (нині Немирівського району Вінницької області). Працював завідувачем сільського клубу на Вінниччині. 1928 року Олександра за комсомольською путівкою направили на навчання в Київський художній інститут, де він вибрав для себе професію художника-гравера. В 1932 році закінчив інститут.
У 1934—1935 роках працював інспектором художньої освіти Народного комісаріату освіти УРСР.
Член ВКП(б) з 1939 року. З 1940 року був заступником голови Комітету в справах мистецтв при РНК УРСР. У 1940—1944 роках — голова правління Спілки художників УРСР.
З 1945 по лютий 1951 року — заступник голови Комітету в справах мистецтв при РНК (РМ) УРСР і начальник Управління образотворчого мистецтва Комітету в справах мистецтв при РНК (РМ) УРСР.
Від 1946 року був викладачем, від 1947 року професором Київського художнього інституту, а в 1955—1963 роках був його ректором.
Помер 13 червня 1963 року. Похований в Києві на Байковому кладовищі. 1965 року на могилі встановлено гранітну стелу з бронзовим барельєфом (автор — скульптор Олексій Прокопович Олійник, архітектор Ю. Г. Ільченко, художник Наум Якович Богомольний).
Син Володимир Пащенко (1932 — 1993) був архітектором, графіком.

## Творчість
Автор індустріальних і ліричних пейзажів, виконаних здебільшого в техніці ліногравюри й офорта. Виконував також декоративно-оформлювальні роботи.
Перше визнання прийшло до Пащенка на виставці українських художників, що відкрилася 1937 року до ювілею революції 1917 року. Серія гравюр з альбому «Київська сюїта» привернула увагу не тільки виконавською майстерністю, але й поетичністю образів одного з найкрасивіших, як вважав художник, міст світу. Тож Пащенко до кінця життя доповнював «Київську сюїту» новими сюжетами. Десятки гравюр зафіксували довоєнний Київ, зруйновану війною столицю, відновлюваний і відновлений Київ.
Ігор Шаров зазначає, що великим творчим досягненням митця став задуманий ще до війни альбом «Державний історико-культурний заповідник Києво-Печерська лавра» (1946), який він виконав тільки після звільнення Києва. Кольорові ліногравюри альбоми створюють художній образ унікальної пам'ятки української культури («Церква над економічною брамою», «Дзвіниця», «Зруйновані ковнірівські корпуси в стилі українського бароко», «Дорога до Нижньої лаври», «Аркбутани», «Дорога до лаврських криниць» тощо). 1951 року Пащенко виконав альбом кольорових ліногравюр «Київ — Дніпро». Великий дар Пащенка-пейзажиста засвідчують пройняті тонким ліричним настроєм роботи серії «Мій рідний край» («Весняні води», Дніпровські озера", «Ріка Стугна», «Дніпро весною. Вода прибуває»). Лаконічними засобами, використовуючи силует, ритм ліній і колірних плям, митець досягає у своїх творах великого емоційного звучання.
Серії:
- «Київська сюїта» (1936—1960),
- «Києво-Печерська лавра» (1944—1945),
- «Відбудова Дніпрогесу» (1945—1946),
- «Народження Кременчуцької ГЕС» (1958—1960),
- «Київська комсомольська ГЕС» (1961).

Автор ескізу радянського ордена Богдана Хмельницького (1943).

### Шевченківська тема
- Ілюстрації до поеми Тараса Шевченка «Сон» (туш, перо, акварель, 1939).
- Кольорові ліногравюри:
  - «Портрет Тараса Григоровича Шевченка» (1939 і 1960),
  - «Пам'ятник Тарасові Шевченку в Києві» (1939, 1949 і 1954),
  - «Канів. На могилі Тараса Шевченка» (1943) та інші.
- Замальовки місць, пов'язаних із перебуванням Шевченка (кольорові олівці, 1961).

## Нагороди
Нагороджений орденами Леніна, Трудового Червоного Прапора, «Знак Пошани», медалями.

## Пам'ять
1969 року в Києві на будинку по вулиця Карла Лібкнехта, 10 (нині Шовковична), в якому в 1945—1963 роках жив і працював Олександр Пащенко відкрито гранітну меморіальну дошку (автори — скульптор Іван Васильович Макогон).
- Поштовий конверт, 1986
- Меморіальна дошка на будинку в Києві
- Могила Олександра Пащенка на Байковому кладовищі